# Никосфен (гончар)
Никосфен (др.-греч. Νικοσθένης) — известный древнегреческий гончар, мастерская которого работала с 545 по 510 гг. до н. э. в Афинах. Подпись Никосфена — «Никосфен сделал это» — одна из наиболее часто встречающихся подписей гончаров в античности: она обнаружена на 139 чернофигурных и 10 краснофигурных сосудах. Вазы из этой мастерской отличаются особым единством стиля расписного декора, которое предполагает, что исполнителями руководил один и тот же мастер.
Особое значение имеют стройные по пропорциям «Никосфеновские амфоры», которые повторяют форму этрусских буккеро. Их сохранилось около 130. Большинство из них изготовлено Никосфеном, несколько из них несмотря на его подпись приписываются его мастерской. Советский археолог В. Блаватский отмечал, что формы чернофигурных амфор Никосфена имеют своим прототипом металлические сосуды. На это указывает резкий силуэт этих ваз, производящий впечатление, что сосуд собран из полос различной ширины. Полосы эти отделяются друг от друга валиками. Ручки никосфеновских амфор выгнутые, сделаны из широких небольшой толщины полос. Устье амфор отлогое и широкое, шейка, узкая вверху, расширяющаяся при переходе в выпуклые плечи. Плечи неявно выражены, сливаются с туловом яйцевидной формы. Роспись этих ваз достаточно однообразна: с обеих сторон шейки располагаются композиции из фигур или орнаментов; на плечах — композиции из двух или более фигур; верхнюю и среднюю часть тулова занимают два или три пояса с многофигурными сценами, растительными или, реже, геометрическими узорами. Нижнюю часть тулова занимает обязательная корзинка из лучей. Фризы из фигур обычно небольшой ширины, однако известны чернофигурные никосфеновские амфоры, где фигурные сцены занимают верхнюю и среднюю части тулова, а также плечи сосуда. Подобная роспись, не учитывающая тектонику сосуда, не подходит для формы амфор Никосфена, так как верхняя часть тулова членится двумя валиками. Тем не менее роспись этих ваз очень декоративна благодаря обилию орнамента, который заставляет забывать о несовершенстве её композиционных решений. Тематика росписей — наиболее часто встречаются вакхические сцены со спутниками бога виноделия Диониса — силены и менадами. Чуть реже — композиции со всадниками, другие сюжеты из мифологии, сцены сражений. Для этих ваз характерны фризы с животными реальными и фантастическими.
Вазы Никосфена расписывал преимущественно один вазописец или несколько, но работающих в одном стиле, и до настоящего времени не установлено был ли это сам Никосфен. Неизвестный вазописец получил имя Вазописец Никосфена или Вазописец N. Его не следует путать с вазописцем по имени Никосфен.
Гончар Никосфен создавал в основном сосуды небольшого размера, уделяя при этом большое внимание поиску новых форм и вдохновляясь образцами, пришедшими из-за границ Аттики. Творческий поиск привёл Никосфена к новым художественным техникам: он использовал так называемую технику Сикса в изображении фигур красно-коричневого или белого цвета на глянцевой глине. Никосфен работал также с такими вазописцами, как Лидос, Ольтос, Эпиктет и Никосфен. Все эти вазописцы расписывали также вазы гончара Памфая, более молодого коллеги Никосфена, копировавшего его керамику. Многие из этих неподписанных копий сложно отличить от произведений Никосфена.
Почти все амфоры работы Никосфена экспортировались в Черветери и в Вульчи. Вазы Никосфена практически не встречаются за пределами Этрурии. Подражание стилю буккеро говорит о коммерческой жилке Никосфена.

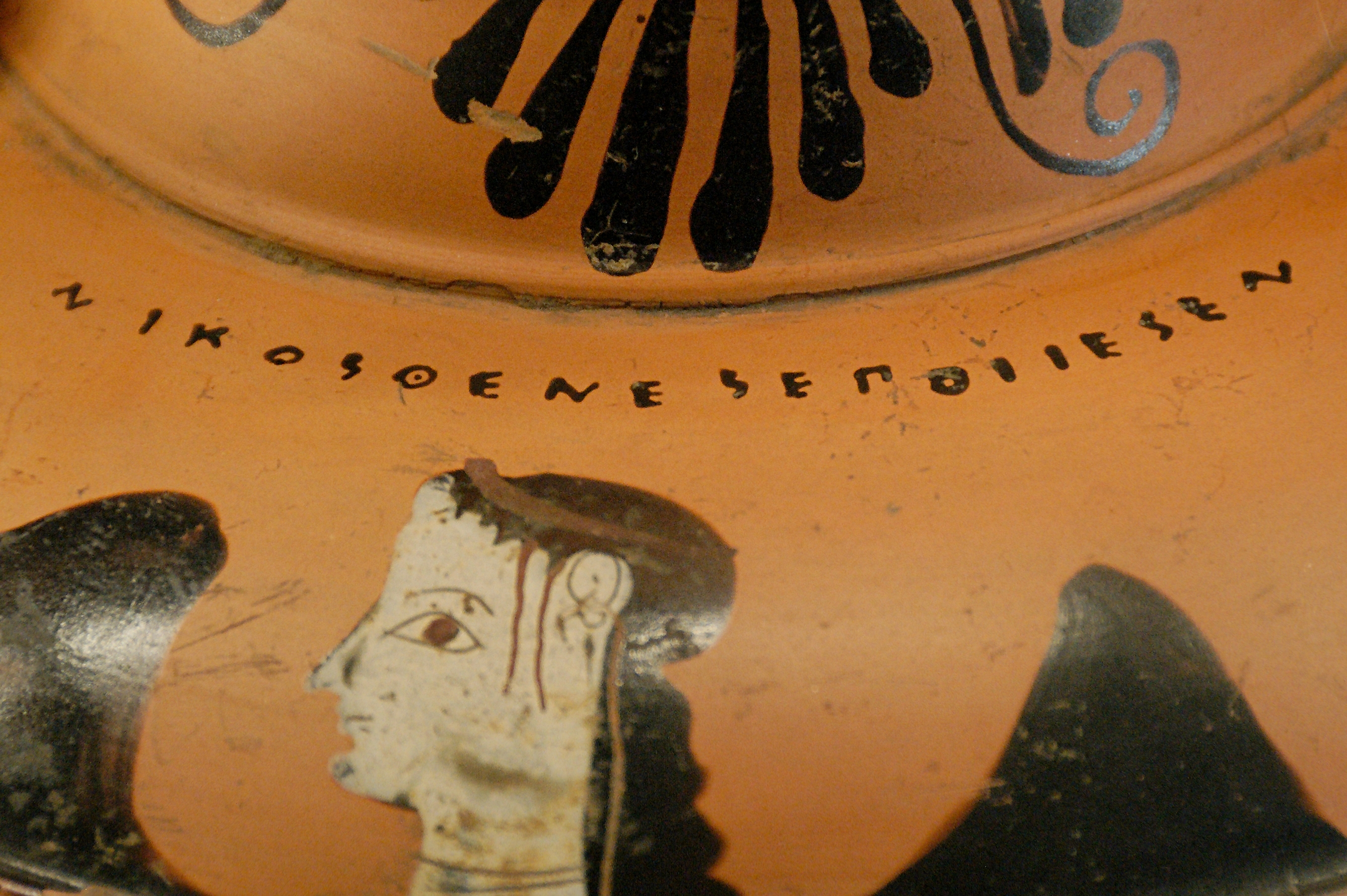
Подпись Никосфена (Nikosthenes epoiesen) на чернофигурной амфоре, расписанной Вазописцем N. Ок. 530—520 г. до н. э. Лувр. Париж
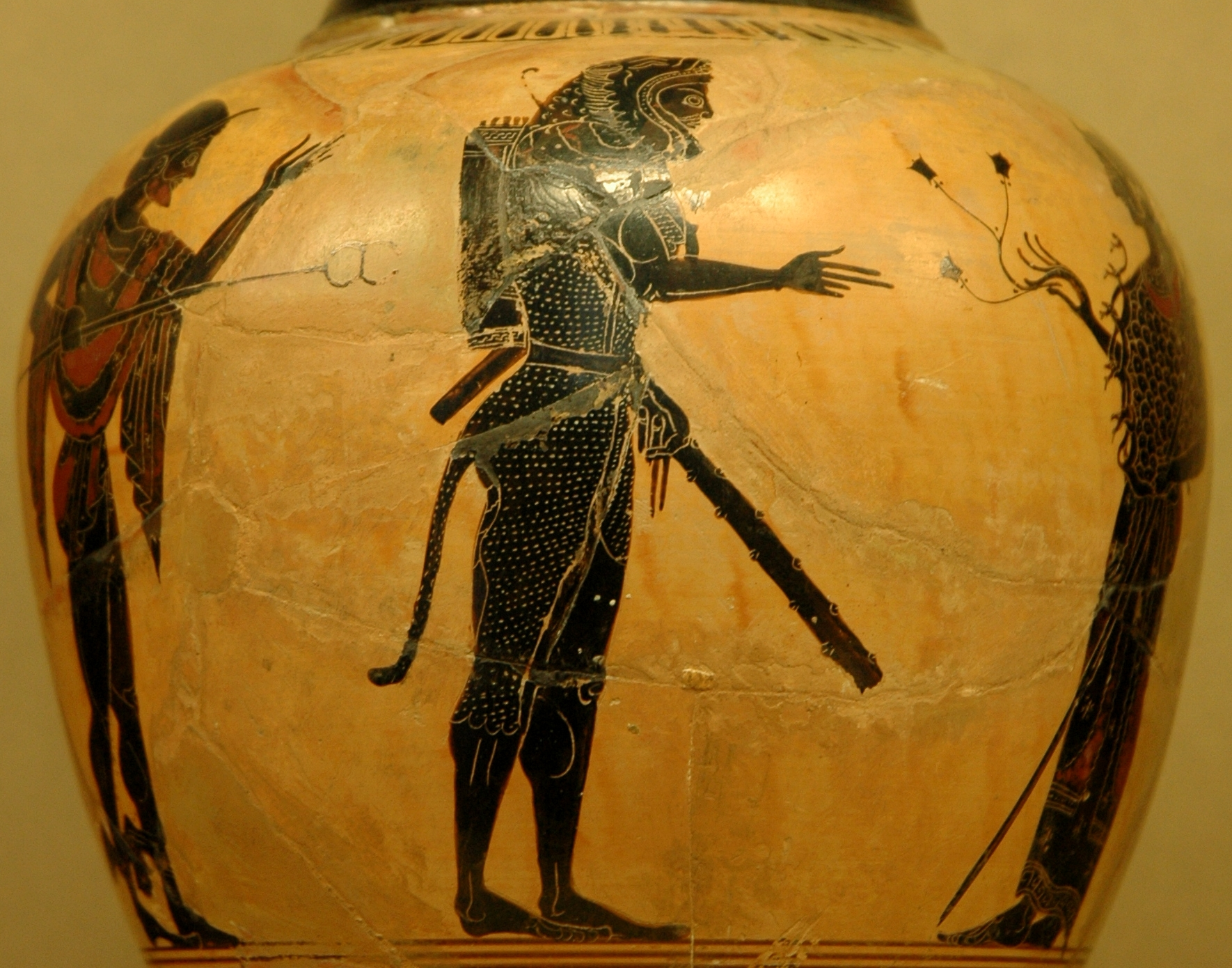
Изображение Гермеса и Афины, приветствующих Геракла на Олимпе на ойнохойе работы Никосфена. Ок. 520 г. до н. э. Лувр. Париж
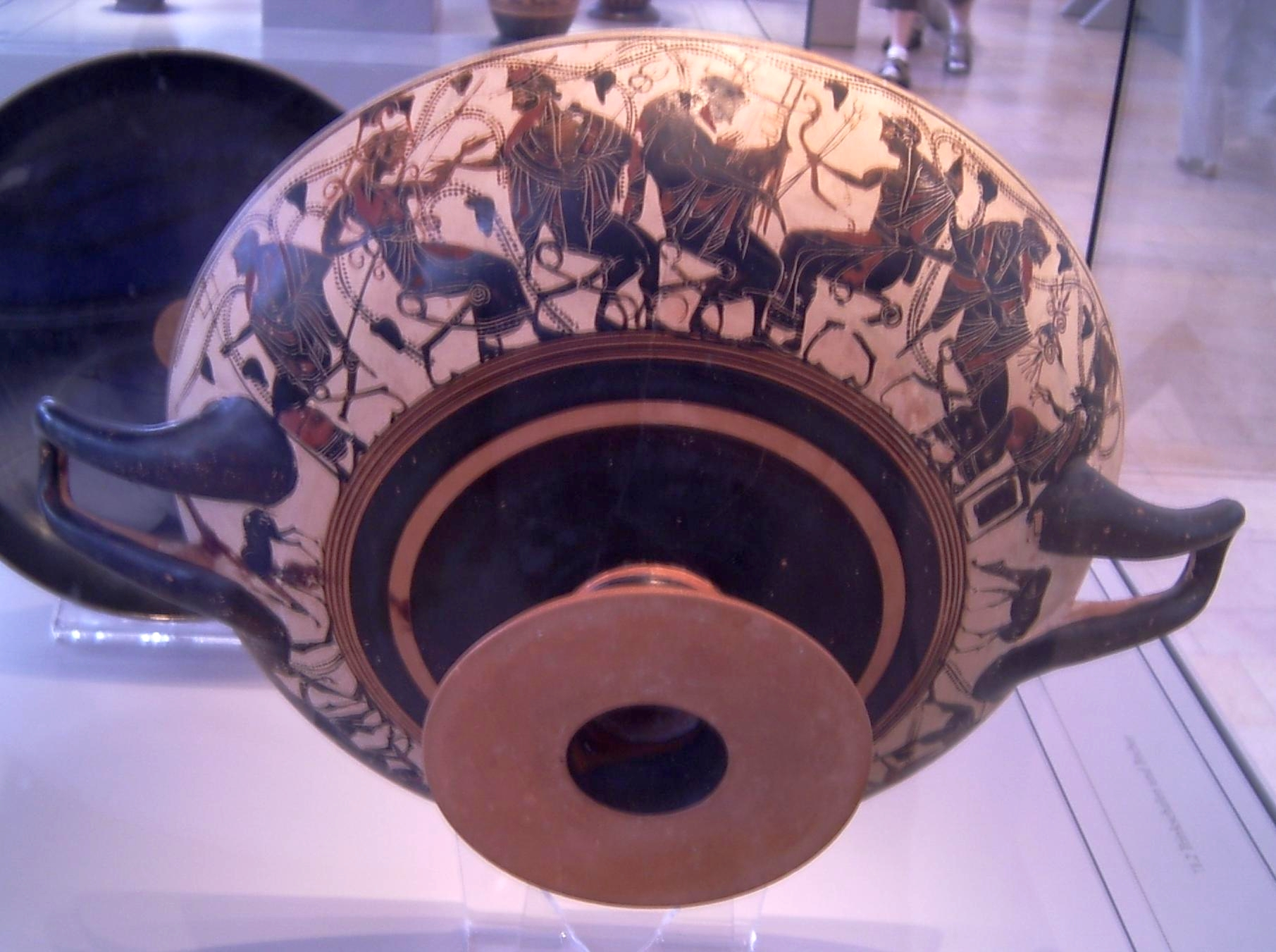
Никосфеновский килик. Античное собрание. Берлин